# Magnolia (Carolina del Nord)
Magnolia è una città degli Stati Uniti d'America situata nella Carolina del Nord, nella Contea di Duplin.